# Liste der Mitglieder der Nationalversammlung von Mauritius (2014–2019)
Diese Liste enthält die Abgeordneten der Nationalversammlung (Mauritius) nach den Wahlen 2014:

## Liste der Abgeordneten
| Abgeordneter                                  | Wahlkreis                                                  | Partei                                                                      | Modus      | Bevölkerungsgruppe |
| --------------------------------------------- | ---------------------------------------------------------- | --------------------------------------------------------------------------- | ---------- | ------------------ |
| Patrice Kursley Armance                       | Wahlkreis 1 (Grand River North West and Port Louis West)   | L'Alliance Lepep                                                            | Gewählt    | General Population |
| Marie Danielle Selvon                         | Wahlkreis 1 (Grand River North West and Port Louis West)   | L'Alliance Lepep                                                            | Gewählt    | General Population |
| Vedasingam Vasudevachariar Baloomoody         | Wahlkreis 1 (Grand River North West and Port Louis West)   | Alliance Parti Travailliste/Mouvement Militant Mauricien (Alliance PTR/MMM) | Gewählt    | Hindu              |
| Marie Roland Alain Wong yen cheong            | Wahlkreis 1 (Grand River North West and Port Louis West)   | Alliance Parti Travailliste/Mouvement Militant Mauricien (Alliance PTR/MMM) | Best Loser | General Population |
| Jean-Claude Barbier                           | Wahlkreis 1 (Grand River North West and Port Louis West)   | Alliance Parti Travailliste/Mouvement Militant Mauricien (Alliance PTR/MMM) | Best Loser | General Population |
| Muhammad Reza Cassam Uteem                    | Wahlkreis 2 (Port Louis South and Port Louis Central)      | Alliance Parti Travailliste/Mouvement Militant Mauricien (Alliance PTR/MMM) | Gewählt    | Muslim             |
| Frau Roubina Jadoo-jaunbocus                  | Wahlkreis 2 (Port Louis South and Port Louis Central)      | L'Alliance Lepep                                                            | Gewählt    | Muslim             |
| Mahomed Osman Cassam Mahomed                  | Wahlkreis 2 (Port Louis South and Port Louis Central)      | Alliance Parti Travailliste/Mouvement Militant Mauricien (Alliance PTR/MMM) | Gewählt    | Muslim             |
| Shakeel Ahmed Yousuf Abdul Razack Mohamed     | Wahlkreis 3 (Port Louis Maritime and Port Louis East)      | Alliance Parti Travailliste/Mouvement Militant Mauricien (Alliance PTR/MMM) | Gewählt    | Muslim             |
| Sayed Muhammad Aadil Ameer meea               | Wahlkreis 3 (Port Louis Maritime and Port Louis East)      | Alliance Parti Travailliste/Mouvement Militant Mauricien (Alliance PTR/MMM) | Gewählt    | Muslim             |
| Mohammad Anwar Husnoo                         | Wahlkreis 3 (Port Louis Maritime and Port Louis East)      | L'Alliance Lepep                                                            | Gewählt    | Muslim             |
| Mohamad Sali Abbas mamode                     | Wahlkreis 3 (Port Louis Maritime and Port Louis East)      | L'Alliance Lepep                                                            | Best Loser | Muslim             |
| Frau Marie-Aurore Marie-Joyce Perraud         | Wahlkreis 4 (Port Louis North and Montagne Longue)         | L'Alliance Lepep                                                            | Gewählt    | General Population |
| Gowkaran Oree                                 | Wahlkreis 4 (Port Louis North and Montagne Longue)         | L'Alliance Lepep                                                            | Gewählt    | Hindu              |
| Frau Marie Claire Jeanne Monty                | Wahlkreis 4 (Port Louis North and Montagne Longue)         | L'Alliance Lepep                                                            | Gewählt    | General Population |
| Soodesh Satkam Callichurn                     | Wahlkreis 5 (Pamplemousses and Triolet)                    | L'Alliance Lepep                                                            | Gewählt    | Hindu              |
| Kalidass Teeluckdharry                        | Wahlkreis 5 (Pamplemousses and Triolet)                    | L'Alliance Lepep                                                            | Gewählt    | Hindu              |
| Sharvanand Ramkaun                            | Wahlkreis 5 (Pamplemousses and Triolet)                    | L'Alliance Lepep                                                            | Gewählt    | Hindu              |
| Ashit Kumar Gungah                            | Wahlkreis 6 (Grand’ Baie and Poudre D’or)                  | L'Alliance Lepep                                                            | Gewählt    | Hindu              |
| Sudesh Rughoobur                              | Wahlkreis 6 (Grand’ Baie and Poudre D’or)                  | L'Alliance Lepep                                                            | Gewählt    | Hindu              |
| Sangeet Fowdar                                | Wahlkreis 6 (Grand’ Baie and Poudre D’or)                  | L'Alliance Lepep                                                            | Gewählt    | Hindu              |
| Anerood Jugnauth                              | Wahlkreis 7 (Piton and Rivière du Rempart)                 | L'Alliance Lepep                                                            | Gewählt    | Hindu              |
| Seetanah Lutchmeenaraidoo                     | Wahlkreis 7 (Piton and Rivière du Rempart)                 | L'Alliance Lepep                                                            | Gewählt    | Hindu              |
| Satyaprakashsing Rutnah                       | Wahlkreis 7 (Piton and Rivière du Rempart)                 | L'Alliance Lepep                                                            | Gewählt    | Hindu              |
| Frau Leela Devi Dookun-Luchoomun              | Wahlkreis 8 (Quartier Militaire and Moka)                  | L'Alliance Lepep                                                            | Gewählt    | Not declared       |
| Pravind Kumar Jugnauth                        | Wahlkreis 8 (Quartier Militaire and Moka)                  | L'Alliance Lepep                                                            | Gewählt    | Not declared       |
| Yogida Sawmynaden                             | Wahlkreis 8 (Quartier Militaire and Moka)                  | L'Alliance Lepep                                                            | Gewählt    | Not declared       |
| Jayeshwur Raj Dayal                           | Wahlkreis 9 (Flacq and Bon Accueil)                        | L'Alliance Lepep                                                            | Gewählt    | Hindu              |
| Rajcoomar Rampertab                           | Wahlkreis 9 (Flacq and Bon Accueil)                        | L'Alliance Lepep                                                            | Gewählt    | Hindu              |
| Prithvirajsing Roopun                         | Wahlkreis 9 (Flacq and Bon Accueil)                        | L'Alliance Lepep                                                            | Gewählt    | Hindu              |
| Dharmendar Sesungkur                          | Wahlkreis 10 (Montagne Blanche and Grand River South East) | L'Alliance Lepep                                                            | Gewählt    | Hindu              |
| Soomilduth Bholah                             | Wahlkreis 10 (Montagne Blanche and Grand River South East) | L'Alliance Lepep                                                            | Gewählt    | Hindu              |
| Kalyan Tarolah                                | Wahlkreis 10 (Montagne Blanche and Grand River South East) | L'Alliance Lepep                                                            | Gewählt    | Muslim             |
| Mahen Kumar Seeruttun                         | Wahlkreis 11 (Vieux Grand Port and Rose Belle)             | L'Alliance Lepep                                                            | Gewählt    | Not declared       |
| Frau Deveena Boygah                           | Wahlkreis 11 (Vieux Grand Port and Rose Belle)             | L'Alliance Lepep                                                            | Gewählt    | Hindu              |
| Premdut Koonjoo                               | Wahlkreis 11 (Vieux Grand Port and Rose Belle)             | L'Alliance Lepep                                                            | Gewählt    | Hindu              |
| Mahendranuth Sharma Hurreeram                 | Wahlkreis 12 (Mahebourg and Plaine Magnien)                | L'Alliance Lepep                                                            | Gewählt    | Hindu              |
| Purmanund Jhugroo                             | Wahlkreis 12 (Mahebourg and Plaine Magnien)                | L'Alliance Lepep                                                            | Gewählt    | Hindu              |
| Dhananjay Ramful                              | Wahlkreis 12 (Mahebourg and Plaine Magnien)                | Alliance Parti Travailliste/Mouvement Militant Mauricien (Alliance PTR/MMM) | Gewählt    | Hindu              |
| Joseph Hugo Thierry Henry                     | Wahlkreis 12 (Mahebourg and Plaine Magnien)                | L'Alliance Lepep                                                            | Best Loser | General Population |
| Maneesh Gobin                                 | Wahlkreis 13 (Rivière des Anguilles and Souillac)          | L'Alliance Lepep                                                            | Gewählt    | Hindu              |
| Zouberr Houssein Joomaye                      | Wahlkreis 13 (Rivière des Anguilles and Souillac)          | Alliance Parti Travailliste/Mouvement Militant Mauricien (Alliance PTR/MMM) | Gewählt    | Muslim             |
| Ahmad Bashir Jahangeer                        | Wahlkreis 13 (Rivière des Anguilles and Souillac)          | L'Alliance Lepep                                                            | Gewählt    | Hindu              |
| Alan Ganoo                                    | Wahlkreis 14 (Savanne and Black River)                     | Alliance Parti Travailliste/Mouvement Militant Mauricien (Alliance PTR/MMM) | Gewählt    | Hindu              |
| Georges Pierre Lesjongard                     | Wahlkreis 14 (Savanne and Black River)                     | Alliance Parti Travailliste/Mouvement Militant Mauricien (Alliance PTR/MMM) | Gewählt    | General Population |
| Ezra Seewoosunkur Jhuboo                      | Wahlkreis 14 (Savanne and Black River)                     | Alliance Parti Travailliste/Mouvement Militant Mauricien (Alliance PTR/MMM) | Gewählt    | Hindu              |
| Toolsyraj Benydin                             | Wahlkreis 15 (La Caverne and Phoenix)                      | L'Alliance Lepep                                                            | Gewählt    | Hindu              |
| Showkutally Soodhun                           | Wahlkreis 15 (La Caverne and Phoenix)                      | L'Alliance Lepep                                                            | Gewählt    | Muslim             |
| Marie Cyril Eddy Boissezon                    | Wahlkreis 15 (La Caverne and Phoenix)                      | L'Alliance Lepep                                                            | Gewählt    | General Population |
| Mohamud Raffick Sorefan                       | Wahlkreis 15 (La Caverne and Phoenix)                      | Alliance Parti Travailliste/Mouvement Militant Mauricien (Alliance PTR/MMM) | Best Loser | Hindu              |
| Nandcoomar Bodha                              | Wahlkreis 16 (Vacoas and Floreal)                          | L'Alliance Lepep                                                            | Gewählt    | Not declared       |
| Santaram Baboo                                | Wahlkreis 16 (Vacoas and Floreal)                          | L'Alliance Lepep                                                            | Gewählt    | Hindu              |
| Marie Joseph Noël Etienne Ghislain Sinatambou | Wahlkreis 16 (Vacoas and Floreal)                          | L'Alliance Lepep                                                            | Gewählt    | General Population |
| Adrien Charles Duval                          | Wahlkreis 17 (Curepipe and Midlands)                       | L'Alliance Lepep                                                            | Gewählt    | General Population |
| Jean Christophe Stephan Toussaint             | Wahlkreis 17 (Curepipe and Midlands)                       | L'Alliance Lepep                                                            | Gewählt    | General Population |
| Frau Malini Sewocksingh                       | Wahlkreis 17 (Curepipe and Midlands)                       | L'Alliance Lepep                                                            | Gewählt    | Hindu              |
| Charles Gaëtan Xavier-Luc Duval               | Wahlkreis 18 (Belle Rose and Quatre Bornes)                | L'Alliance Lepep                                                            | Gewählt    | General Population |
| Sudarshan Bhadain                             | Wahlkreis 18 (Belle Rose and Quatre Bornes)                | L'Alliance Lepep                                                            | Gewählt    | Not declared       |
| Kavydasse Ramano                              | Wahlkreis 18 (Belle Rose and Quatre Bornes)                | Alliance Parti Travailliste/Mouvement Militant Mauricien (Alliance PTR/MMM) | Gewählt    | Hindu              |
| Ivan Leslie Collendavelloo                    | Wahlkreis 19 (Stanley and Rose Hill)                       | L'Alliance Lepep                                                            | Gewählt    | General Population |
| Frau Fazila Daureeawoo-Jeewa                  | Wahlkreis 19 (Stanley and Rose Hill)                       | L'Alliance Lepep                                                            | Gewählt    | Muslim             |
| Paul Raymond Bérenger                         | Wahlkreis 19 (Stanley and Rose Hill)                       | Alliance Parti Travailliste/Mouvement Militant Mauricien (Alliance PTR/MMM) | Gewählt    | General Population |
| Rajesh Anand Bhagwan                          | Wahlkreis 20 (Beau Bassin and Petite Rivière)              | Alliance Parti Travailliste/Mouvement Militant Mauricien (Alliance PTR/MMM) | Gewählt    | Hindu              |
| Anil Kumarsingh Gayan                         | Wahlkreis 20 (Beau Bassin and Petite Rivière)              | L'Alliance Lepep                                                            | Gewählt    | Hindu              |
| Jean-Nel Alain Aliphon                        | Wahlkreis 20 (Beau Bassin and Petite Rivière)              | L'Alliance Lepep                                                            | Gewählt    | General Population |
| Jean Patrice France Quirin                    | Wahlkreis 20 (Beau Bassin and Petite Rivière)              | Alliance Parti Travailliste/Mouvement Militant Mauricien (Alliance PTR/MMM) | Best Loser | General Population |
| Jean Claude Guy Lepoigneur                    | Wahlkreis 20 (Beau Bassin and Petite Rivière)              | L'Alliance Lepep                                                            | Best Loser | General Population |
| Jean Francisco François                       | Wahlkreis 21 (Rodrigues)                                   | Organisation du Peuple de Rodrigues                                         | Gewählt    | General Population |
| Joseph Buisson Leopold                        | Wahlkreis 21 (Rodrigues)                                   | Organisation du Peuple de Rodrigues                                         | Gewählt    | General Population |